# Acará (Pará)
Acará ou São José de Acará é um município brasileiro do estado do Pará, pertencente a Microrregião de Tomé-Açu, localizado no norte brasileiro, a uma latitude 01º57'39" sul e longitude 48º11'48" oeste, distante 66 km da capital do Estado, Belém. O município possui uma população estimada em 55.513 mil habitantes, distribuídos em 4.343,805 km² de extensão territorial. Com vocação nas atividades agropastoris e, atualmente devido ao clima propício da região, estão sendo implementados projetos voltados ao agronegócio visando produção de óleo de palma (dendê).

## Etimologia
O nome da região Acará advém do rio de mesmo nome. Onde Acará vem do tupi e significa "aquele que morde", em referência a peixe geofhagus brasiliensis, popularmente chamado de Cará ou Acará, encontrados nos rios de água doce da região.

## História
Criado durante a expansão das explorações portuguesas em direção ao interior da Província do Grão-Pará e Maranhão. Ao utilizarem a "estrada natural" do rio Acará fundaram um núcleo de colonização na região da bifurcação do rio Acará, em seu principal acidente geográfico, entre os rios Acará-Miri (chamado pelos antigos e atuais moradores da cidade de Acará, como rio Pequeno), e Miriti-Pitanga ( continuidade do rio Acará , após a cidade, que segue ao sul, para a região do Alto Acará).
Em 1833, com a divisão da Província em comarcas, ficou pertencendo a comarca de Belém.
Conforme João de Palma Muniz e Teodoro José da Silva Braga, em 1839 foi criada a Freguesia do Espírito Santo do Moju, sendo a região banhada pelo rio Acará anexada a esta Freguesia. Em 1840, foi determinado que esta região fosse dividida entre a Freguesia do Espírito Santo do Moju e a Freguesia de Nossa Senhora da Soledade de Cairary.
Em 1858, o povoado foi elevado ao estatus de Freguesia de São José, pelo então governador da Província Francisco Xavier de Mendonça Furtado.
A Freguesia desenvolveu-se devido a navegação fácil e as vastas terras férteis ótimas para a agricultura e, o potencial florestal para a atividade madeireira.
Em 1864, determinou-se que as Freguesias do Espírito Santo do Moju e a de Nossa Senhora da Soledade de Cairary fossem anexadas ao município de Belém e, por conseguinte, a região do vale do Acará também.
Em 1876, devido o desenvolvimento das áreas banhadas pelo rio Acará, levou o Legislativo Provincial criar o município denominado de São José de Acará. Então a Freguesia de São José de Acará foi elevada à categoria de Vila, desmembrando do município de Belém.
Em 1890, no no período republicano, o Governo Provisório instalado no Estado, dissolveu a Câmara Municipal do município do Acará, criando o Conselho de Intendência Municipal, que elegeu Francisco Xavier Armândio de Oliveira como Intendente.
Em 1930, o estatus do município foi alterada, perdendo a autonomia e tendo seu território anexado de volta ao município de Belém. Mas em 1935, foi novamente desmembrado de Belém e reconhecido como município autônomo.
Em 1955, o município de Acará passou por outra tentativa de desmembramento do seu território, para a criação do município de Tomé-Açu. Porém este ato foi considerado inconstitucional pelo Supremo Tribunal Federal. Mas não por definitivo, pois em 1959, Ney Carneiro Brasil, líder político do então distrito de Tomé Açu, conseguiu que o governo do Estado promulga-se a Lei Estadual nº 1725, elevando o estatus do distrito para município de Tomé Açu, sendo desmembrado do município de Acará.
Em 1988, ocorreu outro desmembramento do município do Acará, para criação do município de Tailândia, na então administração do prefeito João Alves de Oliveira (João 10).
Neste município foi estabelecido uma colônia de imigrantes japoneses, em destaque para a próspera "Colônia Paes de Carvalho", onde dedicam-se principalmente a agricultura e a plantação de pimenta-do-reino (ouro negro).

## Gestores municipais
Lista com os nomes do Gestores municipais do Acará, a partir das eleições de 1954:
- Antônio Fernandes de Oliveira - Eleições de 3 de outubro de 1954.
- Manoel Paiva da Mota - Eleições de 3 de outubro de 1958 {Por ter renunciado o mandato assumiram provisoriamente: o vereador Jorge Fernandes, que também renunciou. Em seguida o vereador Vicente Araújo também renunciou, (Consta ter havido mais um prefeito provisório neste período).}
- Oscar Miranda (candidato chapa única) - Eleições de 3 de outubro de 1960. (preciso de confirmação sobre a data).
- Antônio Fernandes de Oliveira - Eleições de 7 de outubro de 1962 - Última eleição direta, ganhou com expressiva votação, antes da ditadura militar.
- José Maria de Oliveira Mota - Eleições de 15 de novembro de 1966.
- Orlando Cunha de Oliveira - Eleições de 15 de novembro de 1970.
- Simpliciano Souza - Eleições de 15 de novembro de 1972.
- José Maria de Oliveira Mota - Eleições de 15 de novembro de 1976.
- Manoel Felix Vaz - De 15 de maio de 1982 a 31 de janeiro de 1983 (O prefeito José Maria de Oliveira desincompatibilizou-se para concorrer como candidato a deputado estadual)
- João Alves de Oliveira - Gestão 01 de fevereiro de 1983 a 31 de dezembro de 1988 (Época da Criação do Fundo de Participação dos Municípios)
- Fernando José Bahia - Gestão de 01 de janeiro de 1989 a 31 de dezembro de 1992.
- Paulo Afonso de Paiva - Gestão de 01 de janeiro de 1993 a 31 de dezembro de 1996
- Francisca Martins Oliveira e Silva - Gestão de 01 janeiro de 1997 a 31 de dezembro de 2000.
- Francisca Martins Oliveira e Silva - Gestão de 01 de janeiro de 2001 a 31 de dezembro de 2004.
- Fernando José Bahia - *Tomou posse no dia 01 de janeiro de 2005. Mas, veio a falecer, 25 dias após a sua posse, no dia 25 de janeiro de 2005. O seu vice-prefeito João Ricardo Alves de Oliveira, na chapa vencedora nas eleições de 03 de Outubro de 2004, tomou posse no mesmo mês.
- João Ricardo Alves de Oliveira - Gestão de 28 de janeiro de 2005 a 31 de dezembro de 2008.
- Francisca Martins Oliveira e Silva - Gestão de 01 de janeiro de 2009 a 31 de dezembro de 2012.
- José Maria de Oliveira  Mota Júnior - Gestão de 01 de janeiro de 2013 a 31 de dezembro de 2016.
- Amanda Martins - Gestão de 01 de janeiro de 2017 a 31 de dezembro de 2020.
- Pedrinho da Balsa - Eleito para gestão de 2021 até 2024.

## Geografia

### Distritos
Conta com três distritos legalmente constituídos:
- Acará (sede)
- Guajará-Mirim
- Jaguarari
- Comunidades no meio rural: Vila Guarumã, Boa Vista, Vila Colatina, Vila Juvenal km 30, Nínive, Natalzinho, Nova Aliança, Progresso, Vila Formosa, Vila da Paz, São Lourenço, Santa Bárbara, Vila dos Gonçalves, Calmaria, Vera Cruz, Nazaré do Alto.

### Hidrografia
Banhado pelo rio Acará, cuja nascente é no território de Tailândia e foz na baia de Guajará em Belém do Pará, estende-se margeado pela direita e esquerda por igarapés que formando uma bacia de água doce. Ao atingir a cidade de Acará o rio divide-se em rio Acará-Miri em direção ao município de Tomé Açu e, rio Miriti-Pitanga, que após a cidade de Acará, segue ao sul em direção a região de Alto Acará.
O rio Acará - Miri em direção ao município de Tomé Açu,  é chamado  pelos antigos e atuais moradores da cidade de Acará, de rio Pequeno.

### Transporte
Transporte existente no Município são: Ônibus, vans e 2 barcos que fazem viagem ainda via marítima até Belém.

### Rodovias
Existe passando pelo município Rodovia Estadual PA-252 que liga a BR 010, na cidade de Mãe do Rio, com a cidade de Moju e se prolonga até a cidade de Abaetetuba, recentemente foi pavimentada também a Rodovia Perna-Sul que liga a Alça Viária a cidade de Acará com extensão de 52 km

### Economia
O município de Acará tem em suas atividades agropastoris uma considerável gama de produtos, assim como no extrativismo e pecuaria: dendê, carne bovina, pimenta-do-reino, produtos granjeiros, cupuaçu, pupunha, madeira, açaí, frutas diversas, sendo considerado o principal produtor brasileiro de mandioca, com cerca de 600 mil toneladas por ano o que correspondendo a 2,3% da produção nacional.
Embora altamente agropastoril, o maior setor envolvido na cidade ainda é o de serviços, responsável por 49% (R$ 117 milhões), quase metade do PIB municipal, seguido então pela agropecuária com 42% (R$ 101 milhões produzidos).

## Administração[5]
- Presidente Câmara:Jorgeane Carrera Dahas (PMDB), Biênio 2017-2018.
- Prefeita do Município eleita nas eleições de 2016: Amanda Oliveira e Silva (PSDB), com 47,30% totalizando 16.564 votos.

Foram eleitos 13 vereadores à câmara municipal em 2016, o mais votado foi Paulo Jorge Rocha do Carmo (PSC), com 681 votos (1,95 % dos votos válidos), e o menos votado a conquistar vaga foi Reginaldo Peniche do Monte, com apenas 343 votos, do partido (PT).
Prefeitos anteriores eleitos por voto direto, após o fim da Ditadura Militar:
- Fernando José Bahia - Eleições de 15 de novembro de 1988.
- Paulo Afonso de Paiva - Eleições de 3 de outubro de 1992.
- Francisca Martins - Eleições de 3 de outubro de 1996 (foi criado a lei da reeleição neste período).
- Francisca Martins - Eleições de 1 de outubro de 2000.
- Fernando José Bahia (faleceu em 25 de janeiro de 2005). Mandato que foi exercido pelo vice-prefeito João Ricardo de Oliveira - Eleições de 3 de outubro de 2004.
- Francisca Martins - Eleições de 2008.
- José Maria Mota Júnior, PMDB - Eleições de 2012.
- Amanda Oliveira e Silva, PSDB - 2017/2020.
- Pedrinho da Balsa - 2021 até 2024.

Foram eleitos 13 vereadores à Câmara Municipal em 2020, para gestão de 2021 a 2024.
- Presidente da Câmara Municipal : Cláudia Maria Carneiro Mota (MDB). Biênio 2021 - 2022

## Últimos prefeitos eleitos
| Ano  | Prefeito          | Partido | Votos  | %     | Ref    |
| ---- | ----------------- | ------- | ------ | ----- | ------ |
| 2004 | Bahia             | PP      | 13.393 | 71,34 | [ 10 ] |
| 2008 | Francisca Martins | PP      | 12.492 | 52,85 | [ 11 ] |
| 2012 | Mota Júnior       | PMDB    | 11.649 | 52,53 | [ 12 ] |
| 2016 | Amanda Martins    | PSDB    | 16.564 | 47,30 | [ 13 ] |
| 2020 | Pedrinho da Balsa | MDB     | 15.320 | 44,15 | [ 14 ] |

## Filhos ilustres
Acará possui filhos ilustres, como:
1 - Júlio César Ribeiro de Sousa, o inventor e pioneiro na aviação civil na Amazônia;
2 - Felipe Patroni, jornalista e criador do jornal da Amazônia "O Paraense";
3 - Antônio Manoel de Barros Filho, conhecido como Suíço, foi um futebolista brasileiro, sendo o primeiro jogador convocado para a Seleção Brasileira de Futebol, vindo diretamente de um clube paraense, o Paysandu.